# Ginástica artística nos Jogos Olímpicos de Verão de 2020 - Trave
A competição de trave feminino da ginástica artística nos Jogos Olímpicos de Verão de 2020 ocorreu em 25 de julho e 3 de agosto de 2021 no Centro de Ginástica de Ariake, em Tóquio. Um total de 91 ginastas de 43 Comitês Olímpicos Nacionais (CON) participaram do evento após realizarem o exercício na qualificatória.
Guan Chenchen e Tang Xijing, da China, ganharam as medalhas de ouro e prata, respectivamente, ambas obtendo suas primeiras medalhas olímpicas. Simone Biles, dos Estados Unidos, repetiu seu desempenho de 2016 nesse aparelho e conquistou o bronze, no que foi sua sétima medalha olímpica. O resultado de Biles a empatou com Shannon Miller como as com maior número de medalhas olímpicas pelos ginastas estadunidenses. Com suas 32 medalhas mundiais e olímpicas combinadas, Biles também se uniu a soviética Larisa Latynina como as ginastas mais premiadas de todos os tempos. Foi a única aparição de Biles nas finais depois de uma semana em que ela se retirou de todos os outros eventos devido a problemas de saúde mental.

## Qualificação
Cada Comitê Olímpico Nacional (CON) poderia inscrever até seis ginastas: uma equipe de quatro e mais duas especialistas. As 12 equipes que se classificaram preencheram 48 vagas também para as competições individuais, sendo as três primeiras equipes do Campeonato Mundial de 2018 (Estados Unidos, Rússia e China) e as nove primeiras equipes (excluindo as já qualificadas) do Campeonato Mundial de 2019 (França, Canadá, Países Baixos, Grã-Bretanha, Itália, Alemanha, Bélgica, Japão e Espanha).
As vagas restantes foram atribuídas individualmente. Cada ginasta poderia ganhar apenas uma vaga, sendo alguns dos eventos individuais abertos a ginastas de CONs com equipes qualificadas, enquanto outros não. Essas vagas foram preenchidas por meio de diversos critérios baseados no Campeonato Mundial de 2019, nas séries da Copa do Mundo, campeonatos continentais, país sede e convite da Comissão Tripartite. A pandemia COVID-19 atrasou muitos dos eventos de qualificação para a ginástica. Os Campeonatos Mundiais de 2018 e 2019 foram concluídos no prazo, mas muitos dos eventos da série da Copa do Mundo foram adiados para 2021.
Cada uma das ginastas participantes são elegíveis para a competição de trave, mas nem todas tentaram se classificar para a final na qualificatória (91 obtiveram pontuação no total).

## Formato
As oito primeiras classificadas na fase qualificatória (com limite de duas por CON) avançaram para a final do aparelho. As finalistas realizaram um exercício adicional. As pontuações da qualificatória não são consideradas, contando apenas as pontuações da final.

## Calendário
Horário local (UTC+9)
| Data        | Horário | Rodada         | Subdivisão   |
| ----------- | ------- | -------------- | ------------ |
| 25 de julho | 10:00   | Qualificatória | Subdivisão 1 |
| 25 de julho | 11:50   | Qualificatória | Subdivisão 2 |
| 25 de julho | 15:10   | Qualificatória | Subdivisão 3 |
| 25 de julho | 17:05   | Qualificatória | Subdivisão 4 |
| 25 de julho | 20:20   | Qualificatória | Subdivisão 5 |
| 3 de agosto | 17:50   | Final          | Final        |

## Medalhistas
| Ouro   | CHN Guan Chenchen |
| Prata  | CHN Tang Xijing   |
| Bronze | USA Simone Biles  |

## Resultados

### Qualificatória
As oito melhores ginastas na qualificatória se classificaram para a final. Como apenas duas ginastas por CON poderiam avançar, caso algumas delas estivessem entre as oito primeiras não estariam elegíveis para a final, com a vaga indo para a próxima ginasta na classificação.
| Pos. | Ginasta                | Nota D | Nota E | Pen. | Total  | Notas |
| ---- | ---------------------- | ------ | ------ | ---- | ------ | ----- |
| 1    | CHN Guan Chenchen      | 6.9    | 8.033  |      | 14.933 | Q     |
| 2    | CHN Tang Xijing        | 6.2    | 8.133  |      | 14.333 | Q     |
| 3    | USA Sunisa Lee         | 6.2    | 8.000  |      | 14.200 | Q     |
| 4    | ROU Larisa Iordache    | 6.2    | 7.933  |      | 14.133 | QL    |
| 5    | CHN Lu Yufei           | 6.0    | 8.100  |      | 14.100 |       |
| 6    | CAN Ellie Black        | 6.3    | 7.800  |      | 14.100 | Q     |
| 7    | USA Simone Biles       | 6.5    | 7.566  |      | 14.066 | Q     |
| 8    | ROC Vladislava Urazova | 5.8    | 8.200  |      | 14.000 | Q     |
| 9    | BRA Flávia Saraiva     | 5.9    | 8.066  |      | 13.966 | Q     |
| 10   | CHN Zhang Jin          | 6.0    | 7.966  |      | 13.966 |       |
| 11   | CHN Ou Yushan          | 5.9    | 8.033  |      | 13.933 |       |
| 12   | JPN Urara Ashikawa     | 5.9    | 8.000  |      | 13.900 | R1L   |
| 13   | ROC Viktoria Listunova | 5.6    | 8.266  |      | 13.866 | R2    |
| 14   | NED Sanne Wevers       | 5.8    | 8.066  |      | 13.866 | R3    |

Mudanças antes da final
- LLarisa Iordache desistiu devido a uma lesão no tornozelo e foi substituída pela primeira reserva, Urara Ashikawa.[10]

### Final
A final foi disputada em 3 de agosto de 2021, com as classificadas realizando um exercício para a pontuação final.
| Pos.              | Ginasta                | Nota D | Nota E | Pen. | Total  |
| ----------------- | ---------------------- | ------ | ------ | ---- | ------ |
| Medalha de ouro   | CHN Guan Chenchen      | 6.6    | 8.033  |      | 14.633 |
| Medalha de prata  | CHN Tang Xijing        | 6.0    | 8.233  |      | 14.233 |
| Medalha de bronze | USA Simone Biles       | 6.1    | 7.900  |      | 14.000 |
| 4                 | CAN Ellie Black        | 6.2    | 7.666  |      | 13.866 |
| 5                 | USA Sunisa Lee         | 6.4    | 7.466  |      | 13.866 |
| 6                 | JPN Urara Ashikawa     | 5.9    | 7.833  |      | 13.733 |
| 7                 | BRA Flávia Saraiva     | 5.7    | 7.433  |      | 13.133 |
| 8                 | ROC Vladislava Urazova | 5.0    | 7.733  |      | 12.733 |

Black e Lee terminaram com pontuações idênticas de 13.866. De acordo com o procedimento de desempate da FIG, Black conquistou a colocação mais alta devido a sua maior nota-E (7.666 a 7.466).